# Satellite Beach
Satellite Beach ist eine Stadt im Brevard County im US-Bundesstaat Florida. Das U.S. Census Bureau hat bei der Volkszählung 2020 eine Einwohnerzahl von 11.226 ermittelt.

## Geographie
Die Stadt liegt zwischen dem Banana River im Westen und dem Atlantischen Ozean im Osten an der Ostküste Floridas. Im Süden grenzt die Stadt Indian Harbour Beach an Satellite Beach. Die Stadt liegt rund 50 km südlich von Titusville sowie etwa 90 km südöstlich von Orlando.

## Demographische Daten
Laut der Volkszählung 2010 verteilten sich die damaligen 10.109 Einwohner auf 4.953 Haushalte. Die Bevölkerungsdichte lag bei 1.330,1 Einw./km². 92,9 % der Bevölkerung bezeichneten sich als Weiße, 2,0 % als Afroamerikaner, 0,3 % als Indianer und 1,8 % als Asian Americans. 0,8 % gaben die Angehörigkeit zu einer anderen Ethnie und 2,2 % zu mehreren Ethnien an. 5,8 % der Bevölkerung bestand aus Hispanics oder Latinos.
Im Jahr 2010 lebten in 28,2 % aller Haushalte Kinder unter 18 Jahren sowie 33,7 % aller Haushalte Personen mit mindestens 65 Jahren. 68,4 % der Haushalte waren Familienhaushalte (bestehend aus verheirateten Paaren mit oder ohne Nachkommen bzw. einem Elternteil mit Nachkomme). Die durchschnittliche Größe eines Haushalts lag bei 2,36 Personen und die durchschnittliche Familiengröße bei 2,81 Personen.
22,8 % der Bevölkerung waren jünger als 20 Jahre, 18,8 % waren 20 bis 39 Jahre alt, 31,1 % waren 40 bis 59 Jahre alt und 27,2 % waren mindestens 60 Jahre alt. Das mittlere Alter betrug 46 Jahre. 48,6 % der Bevölkerung waren männlich und 51,4 % weiblich.
Das durchschnittliche Jahreseinkommen lag bei 61.712 $, dabei lebten 5,8 % der Bevölkerung unter der Armutsgrenze.
Im Jahr 2000 war Englisch die Muttersprache von 95,83 % der Bevölkerung, spanisch sprachen 2,11 % und 2,06 % hatten eine andere Muttersprache.

## Verkehr
Satellite Beach wird von den Florida State Roads A1A und 513 durchquert. Der nächste Flughafen ist der Melbourne International Airport (rund 10 km südwestlich).

## Kriminalität
Die Kriminalitätsrate lag im Jahr 2010 mit 186 Punkten (US-Durchschnitt: 266 Punkte) im niedrigen Bereich. Es gab einen Mord, drei Vergewaltigungen, fünf Raubüberfälle, 32 Körperverletzungen, 49 Einbrüche, 121 Diebstähle und zwei Autodiebstähle.